# Canoagem nos Jogos Europeus de 2015 - K-2 200 m masculino
A categoria K-2 200 metros masculino foi um dos eventos da canoagem nos Jogos Europeus de 2015. Foi disputada nos dias 15 e 16 de junho, no Kur Sport and Rowing Centre, em Mingachevir, no Azerbaijão.

## Calendário
Horário de verão do Azerbaijão (UTC+5).
| Data        | Horário | Fase          |
| ----------- | ------- | ------------- |
| 15 de junho | 14:25   | Eliminatórias |
| 15 de junho | 16:15   | Semifinal     |
| 16 de junho | 15:35   | Final         |

## Medalhistas
| Ouro   | SRB Nebojša Grujić e Marko Novaković |
| Prata  | GER Ronald Rauhe e Tom Liebscher     |
| Bronze | HUN Sándor Tótka e Péter Molnár      |

## Resultados

### Eliminatórias
Os três barcos mais rápidos em cada bateria avançaram diretamente para a final. Os próximos quatro barcos mais rápidos em cada bateria, mais o barco mais rápido restante avançaram para a semifinal.
Bateria 1
| Pos. | Canoísta                           | Nacionalidade | Tempo  | Notas |
| ---- | ---------------------------------- | ------------- | ------ | ----- |
| 1    | Ronald Rauhe Tom Liebscher         | GER Alemanha  | 31.645 | F     |
| 2    | Sándor Tótka Péter Molnár          | HUN Hungria   | 31.776 | F     |
| 3    | Yury Postrigay Alexander Dyachenko | RUS Rússia    | 31.946 | F     |
| 4    | Carlos Arévalo Cristian Toro       | ESP Espanha   | 32.319 | SF    |
| 5    | Ievgen Karabuta Igor Trunov        | UKR Ucrânia   | 32.569 | SF    |
| 6    | Erik Svensson Christian Svanqvist  | SWE Suécia    | 33.769 | SF    |
| 7    | Galin Georgiev Nikolay Milev       | BUL Bulgária  | 35.042 | SF    |
| 8    | Peter Egan Simas Dobrovolskis      | IRL Irlanda   | 35.049 |       |

Bateria 2
| Pos. | Canoísta                           | Nacionalidade    | Tempo  | Notas |
| ---- | ---------------------------------- | ---------------- | ------ | ----- |
| 1    | Nebojša Grujić Marko Novaković     | SRB Sérvia       | 31.582 | F     |
| 2    | Liam Heath Jon Schofield           | GBR Grã-Bretanha | 31.606 | F     |
| 3    | Manfredi Rizza Matteo Florio       | ITA Itália       | 32.158 | F     |
| 4    | Maxime Beaumont Sébastien Jouve    | FRA França       | 32.224 | SF    |
| 5    | Dawid Putto Paweł Kaczmarek        | POL Polônia      | 32.313 | SF    |
| 6    | Taras Valko Vadzim Makhneu         | BLR Bielorrússia | 32.665 | SF    |
| 7    | Aurimas Lankas Edvinas Ramanauskas | LTU Lituânia     | 32.695 | SF    |
| 8    | Martin Jankovec Ľubomír Beňo       | SVK Eslováquia   | 33.448 | SFq   |

### Semifinal
Os três barcos mais rápidos avançaram para a final.
| Pos. | Canoísta                           | Nacionalidade    | Tempo  | Notas |
| ---- | ---------------------------------- | ---------------- | ------ | ----- |
| 1    | Maxime Beaumont Sébastien Jouve    | FRA França       | 31.530 | F     |
| 2    | Carlos Arévalo Cristian Toro       | ESP Espanha      | 31.633 | F     |
| 3    | Taras Valko Vadzim Makhneu         | BLR Bielorrússia | 31.786 | F     |
| 4    | Erik Svensson Christian Svanqvist  | SWE Suécia       | 31.905 |       |
| 5    | Dawid Putto Paweł Kaczmarek        | POL Polônia      | 31.918 |       |
| 6    | Ievgen Karabuta Igor Trunov        | UKR Ucrânia      | 31.922 |       |
| 7    | Aurimas Lankas Edvinas Ramanauskas | LTU Lituânia     | 32.793 |       |
| 8    | Martin Jankovec Ľubomír Beňo       | SVK Eslováquia   | 33.144 |       |
| 9    | Galin Georgiev Nikolay Milev       | BUL Bulgária     | 34.050 |       |

### Final
Os competidores disputaram as posições de 1 a 9, com medalhas para os três primeiros.
| Pos.              | Canoísta                           | Nacionalidade    | Tempo  |
| ----------------- | ---------------------------------- | ---------------- | ------ |
| Medalha de ouro   | Nebojša Grujić Marko Novaković     | SRB Sérvia       | 31.910 |
| Medalha de prata  | Ronald Rauhe Tom Liebscher         | GER Alemanha     | 31.983 |
| Medalha de bronze | Sándor Tótka Péter Molnár          | HUN Hungria      | 32.512 |
| 4                 | Carlos Arévalo Cristian Toro       | ESP Espanha      | 32.518 |
| 4                 | Liam Heath Jon Schofield           | GBR Grã-Bretanha | 32.518 |
| 6                 | Yury Postrigay Alexander Dyachenko | RUS Rússia       | 32.627 |
| 7                 | Manfredi Rizza Matteo Florio       | ITA Itália       | 32.738 |
| 8                 | Maxime Beaumont Sébastien Jouve    | FRA França       | 32.768 |
| 9                 | Taras Valko Vadzim Makhneu         | BLR Bielorrússia | 33.660 |